# Better than Revenge

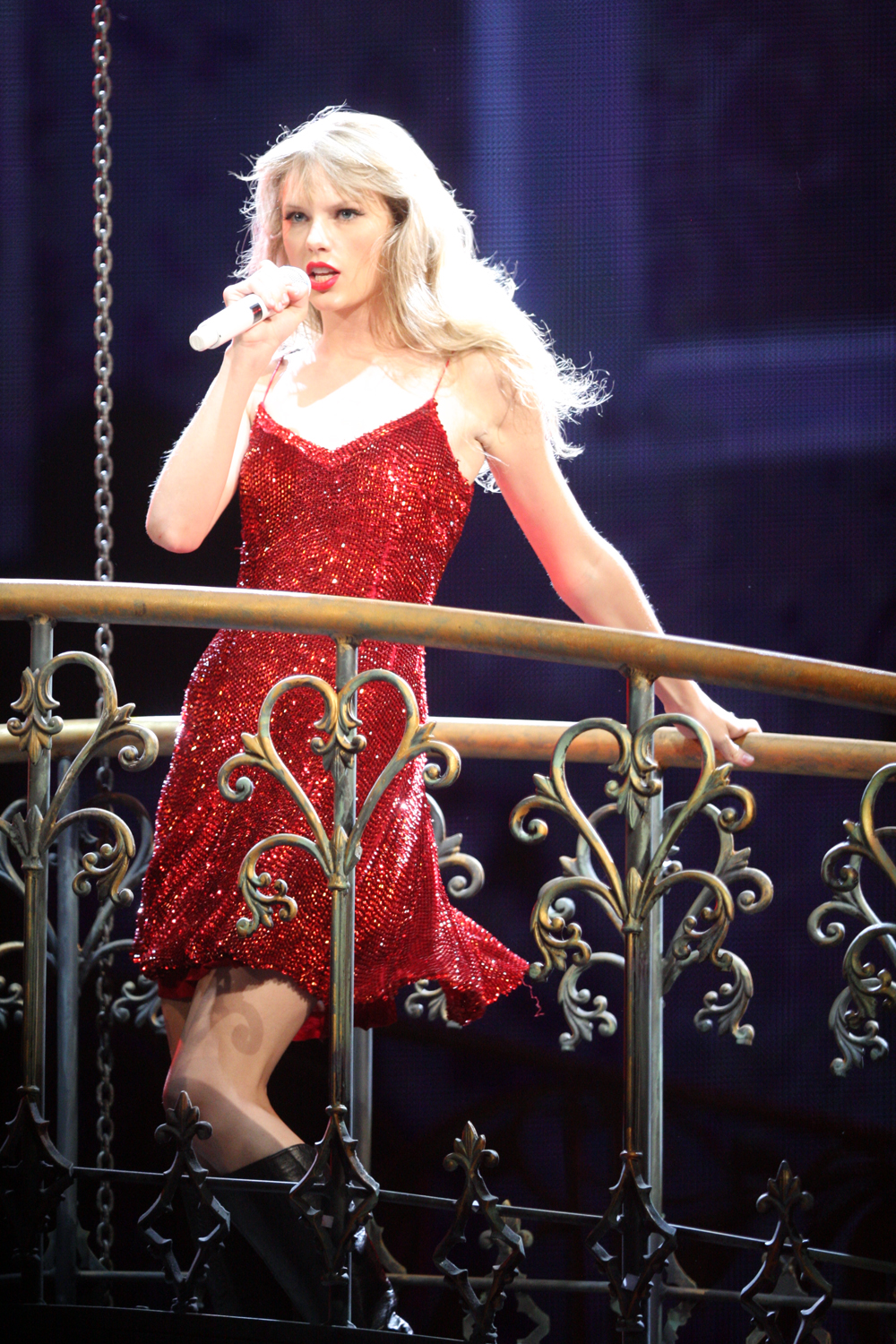
Swift hát "Better than Revenge" trong Speak Now World Tour vào năm 2012

"Better than Revenge" là bài hát do ca sĩ-nhạc sĩ sáng tác ca khúc người Mỹ Taylor Swift viết và thu âm cho album phòng thu thứ ba của cô, Speak Now (2010). Sau vụ tranh chấp quyền sở hữu tác phẩm của Taylor Swift năm 2019, cô thu âm lại bài hát với tựa đề "Better than Revenge (Taylor's Version)" cho album thu âm lại Speak Now (Taylor's Version) (2023).

## Bảng xếp hạnảt
| Bảng xếp hạng (2010)                          | Vị trí cao nhất |
| --------------------------------------------- | --------------- |
| Canada (Canadian Hot 100)                     | 73              |
| Hoa Kỳ Billboard Hot 100                      | 56              |
| Hoa Kỳ Country Digital Song Sales (Billboard) | 6               |

## Chứng nhận
| Quốc gia                                                    | Chứng nhận | Số đơn vị/doanh số chứng nhận |
| ----------------------------------------------------------- | ---------- | ----------------------------- |
| Úc (ARIA)                                                   | Bạch kim   | 70.000‡                       |
| Anh Quốc (BPI)                                              | Bạc        | 200.000‡                      |
| Hoa Kỳ (RIAA)                                               | Vàng       | 500.000‡                      |
| ‡ Chứng nhận dựa theo doanh số tiêu thụ và phát trực tuyến. |            |                               |

## "Better than Revenge (Taylor's Version)"
Swift rời hãng thu âm Big Machine và ký hợp đồng mới với Republic Records vào năm 2018. Cô bắt đầu thu âm lại sáu album phòng thu đầu tiên của cô trong tháng 11 năm 2020. Bản thu âm lại của "Better than Revenge" mang tựa đề "Better than Revenge (Taylor's Version)", và nằm trong album Speak Now (Taylor's Version), bản thu âm lại của Speak Now, phát hành vào ngày 7 tháng 7 năm 2023. Album phần lớn vẫn giữ nguyên toàn bộ lời gốc, ngoại trừ một câu trong đoạn điệp khúc của bài hát "Better than Revenge": "she's better known for the things that she does on the mattress" gây ra nhiều sự tranh cãi, đã được thay thế bằng câu "he was a moth to the flame, she was holding the matches".

### Bảng xếp hạng
| Bảng xếp hạng (2023)                 | Vị trí cao nhất |
| ------------------------------------ | --------------- |
| Úc (ARIA)                            | 14              |
| Canada (Canadian Hot 100)            | 29              |
| Thế giới Global 200 (Billboard)      | 25              |
| Hy Lạp (IFPI)                        | 42              |
| Ireland (Billboard)                  | 18              |
| New Zealand (Recorded Music NZ)      | 22              |
| Philippines (Billboard)              | 12              |
| Singapore (RIAS)                     | 12              |
| UK Streaming (OCC)                   | 32              |
| Hoa Kỳ Billboard Hot 100             | 28              |
| Hoa Kỳ Hot Country Songs (Billboard) | 10              |